# Say It Again
Say It Again is een Amerikaanse filmkomedie uit 1926 onder regie van Gregory La Cava. De film is wellicht zoekgeraakt.

## Verhaal
De Amerikaanse soldaat Bob Howard raakt gewond tijdens de Eerste Wereldoorlog. In een veldhospitaal wordt hij verliefd op prinses Elena. Aan het eind van de oorlog wordt hij verscheept naar de Verenigde Staten. Wanneer Bob terugkeert naar Europa, wordt hij aangezien voor de prins, die op het punt staat om met prinses Elena te trouwen.

## Rolverdeling
| Acteur            | Personage        |
| ----------------- | ---------------- |
| Richard Dix       | Bob Howard       |
| Alyce Mills       | Prinses Elena    |
| Chester Conklin   | Prins Otto V     |
| Gunboat Smith     | Gunner Jones     |
| Bernard Randall   | Baron Ertig      |
| Paul Porcasi      | Graaf Tanza      |
| Ida Waterman      | Marguerite       |
| William Ricciardi | Premier Stemmler |